# William Marshall (ilustrador)

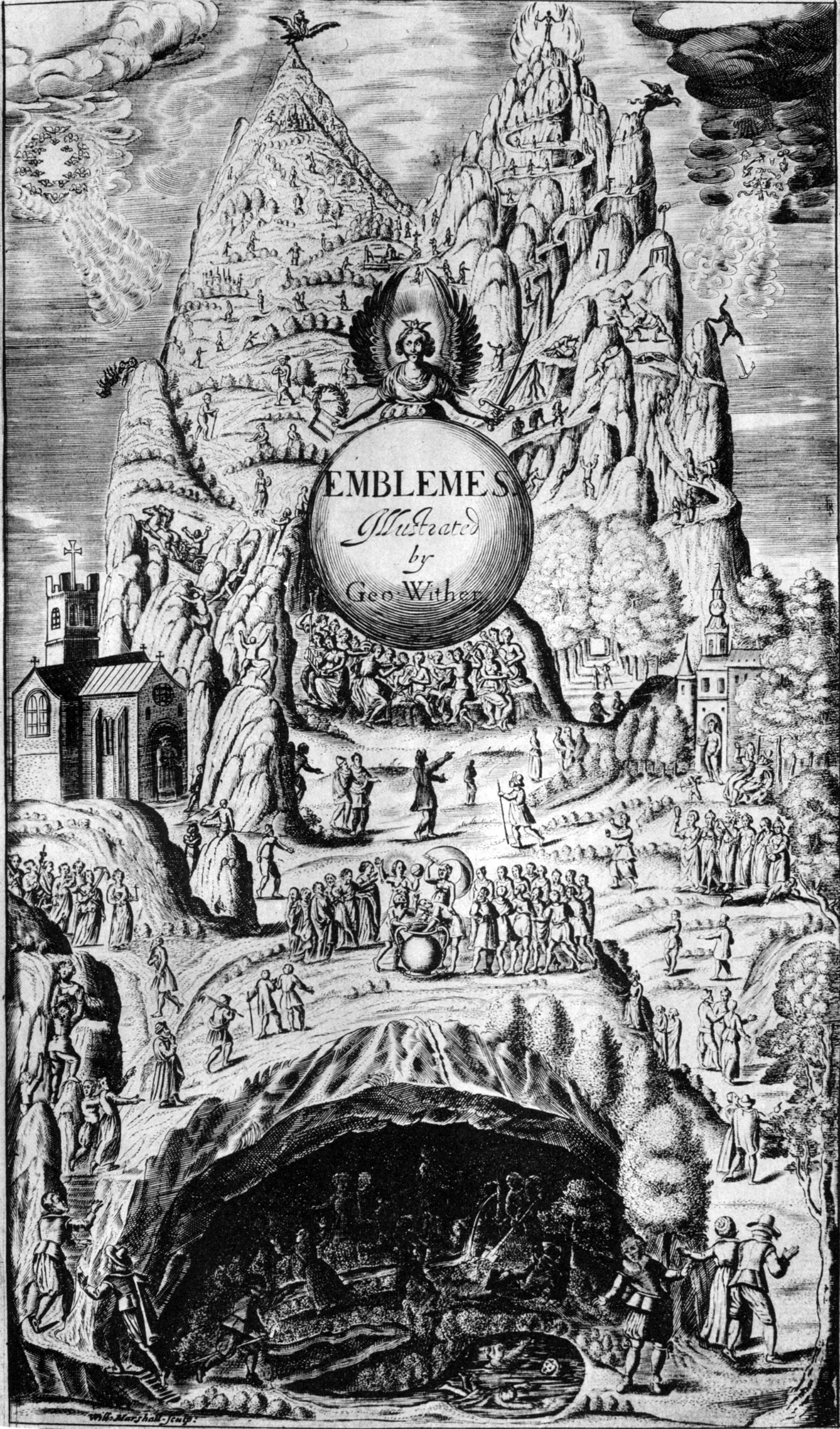
O frontispício de Marshall para o Emblemes de Wither.

William Marshall (fl. 1617-1649) foi um gravurista e ilustrador britânico do século XVII, mais conhecido por sua gravura que descreve "Carlos, o Mártir", um retrato simbólico do Rei Carlos I da Inglaterra como mártir cristão.

## Início de carreira
Nada se sabe da vida de Marshall além das referências à sua carreira como gravurista. O primeiro trabalho conhecido de Marshall é o frontispício do livro A Solemne Joviall Disposition Briefly Shadowing the Law of Drinking, publicado em 1617. Na década de 1630, ele produziu uma série de gravuras de retratos e capas de livros, representando divinos, poetas e figuras puritanos associados ao estabelecimento da Alta Igreja da época, como William Laud.
Seu trabalho mais ambicioso foi o frontispício altamente elaborado de George Wither, Collection of Emblemes, Ancient and Moderne, em 1635, um exemplo extraordinariamente complexo de livro de emblemas. Wither deixou o projeto para Marshall, tendo dado instruções gerais, mas se exasperou com o resultado, alegando que seu simbolismo era completamente incoerente. Como ele escreveu,
Em vez disso, o Operário trouxe à luz,

O que aqui você vê; aí, confundindo bastante

O verdadeiro design: e, portanto, (com dores e custo)

O primeiro FRONTISPÍCIO pretendido está perdido.
O longo poema de Wither na gravura afirma que seu simbolismo aparentemente inconsistente revelou, sem querer, uma verdade mais profunda. A parte inferior do frontispício mostra pessoas vagando em confusão em uma caverna, aparentemente tendo emergido de uma piscina em forma de útero, na qual bebês são mostrados nadando. Eles saem da caverna para desenhar lotes dados a eles pela deusa da fortuna, simbólicos de seu lugar na vida. Eles então escalam uma montanha, que se divide em dois picos, simbólicos dos caminhos certos e errados da vida. O caminho para o pico à direita parece mais atraente a princípio, mas depois se torna rochoso e, finalmente, leva apenas à morte; o caminho da esquerda é a princípio mais difícil, mas eventualmente se torna agradável e leva ao paraíso. Uma igreja cristã é mostrada à esquerda e um templo pagão à direita.
Marshall também criou quarenta e uma das setenta e nove placas de Emblems of the life of man, de Francis Quarles.

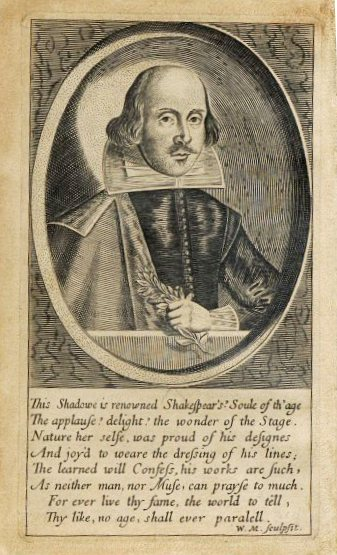
Imagem de Shakespeare, de Marshall, para a edição de 1640 de seus poemas de Benson

Em 1640, ele criou a imagem de William Shakespeare para a edição (notoriamente imprecisa) de John Benson dos sonetos do poeta. Esta foi uma versão adaptada e revertida da publicação original de Martin Droeshout. Cinco anos depois, ele criou a imagem de John Milton cercada por quatro musas para os Poemas de Milton, de 1645. As musas são Melpômene (tragédia), Erato (poesia lírica), Urânia (astronomia) e Clio (história). Como Wither, Milton não se impressionou com o trabalho de Marshall, considerando o retrato profundamente desagradável. Ele tinha Marshall gravurando versos satíricos escritos em grego embaixo da imagem. Supõe-se que essa foi uma piada prática sobre Marshall, que provavelmente não sabia que estava gravando insultos direcionados a si mesmo. Os versos lidos na tradução,

Olhando para a forma do original, você poderia dizer, talvez, que essa semelhança havia sido desenhada por um iniciante; mas, meus amigos, como você não reconhece o que é retratado aqui, ria de uma caricatura de um artista inútil.

## Eikon Basilike

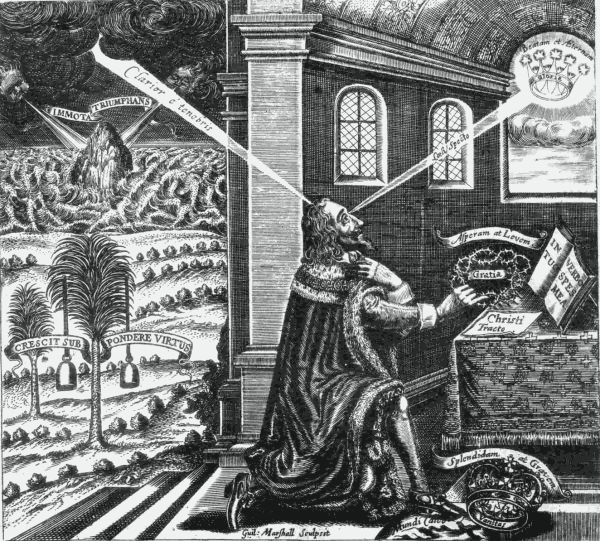
Gravura de Eikon Basilike, de William Marshall

Após o fim da Guerra Civil Inglesa, quando o Rei Carlos foi julgado e condenado à execução, foi publicado um livro intitulado Eikon Basilike (em grego:  Eικων Bασιλικη, o "Retrato Real"), The Pourtrature of His Sacred Majestie in His Solitudes and Sufferings. Pretendia ser uma autobiografia espiritual escrita pelo rei. Foi publicado em 9 de fevereiro de 1649, dez dias depois que o rei foi decapitado por ordem do Parlamento. Marshall criou a imagem no frontispício, que emprega simbolismo derivado da tradição do livro de emblemas. Isso descreve o rei como um mártir cristão. Tão popular foi o livro e a imagem que Marshall teve que re-gravurar a placa sete vezes.
Os textos em latim diziam:
- IMMOTA, TRIVMPHANS — "Imutável, Triunfante" (observar ao redor da rocha)
- Clarior é tenebris — "Mais brilhante na escuridão" (raio das nuvens)
- CRESCIT SUB PONDERE VIRTVS — "A virtude cresce sob pesos" (observar em torno da árvore)
- Beatam & Æternam — "Abençoado e Eterno" (ao redor da coroa celestial marcada GLORIA ("Glória")); deve ser contrastado com:
  - Splendidam & Gravem — "Esplêndido e Pesado" (ao redor da coroa da Inglaterra, removido da cabeça do rei e deitada no chão), com o lema Vanitas ("vaidade"); e
  - Asperam e Levem — "Amargo e Luz", a coroa de espinhos do mártir mantida por Carlos; contém o lema Gratia ("graça")
- Coeli Specto — "Eu olho para o céu"
- IN VERBO TVO SPES MEA — "Na tua palavra está a minha esperança"
- Christi Tracto — "Peço a Cristo" ou "Pela palavra de Cristo"
- Mundi Calco — "Eu pisei no mundo"

Na primeira edição, o frontispício foi acompanhado por versos em latim e inglês que o explicam.
A paisagem à esquerda contém a palmeira ponderada e a rocha atingida por ventos e ondas, emblemática da firmeza do rei. O raio de luz do céu que passa através dos olhos do rei ilustra sua visão de sua coroa celestial de martírio, enquanto ele pega a coroa de espinhos e descarta a coroa terrena e o poder mundano (representado pela carta do mundo em que pisa).
O Eikon Basilike e seu retrato da execução de Carlos como martírio tiveram tanto sucesso que, na Restauração, uma comemoração especial do rei em 30 de janeiro foi adicionada ao Livro de Oração Comum, ordenando que o dia fosse observado como uma ocasião para o jejum e arrependimento.
Supõe-se que Marshall morreu em 1649, uma vez que não há mais referências a ele e a placa de Eikon Basilke foi gravada pela oitava vez naquele ano por outro gravurista, Robert Vaughan.